# 三次元チェス
三次元チェス（さんじげんチェス）、または立体チェス（りったいチェス）、3Dチェスとは変則チェスの一カテゴリ。通常のチェスが駒を二次元的に動かすのに対し、駒を三次元的に動かすものを指す。
古くは19世紀の末期から考案されていた。最古のものの一つに、ドイツのフェルディナント・マック（Ferdinand Maack）が1907年に発明した「ラオムシャッハ」（Raumschach：直訳すると「空間チェス」）がある。これは5×5×5の盤を使用した。マックが1919年にハンブルクで創立したラオムシャッハのクラブは第二次世界大戦のころまで存続していた。他に、チャールズ・ビーティが1946年に考案した「トータル・チェス」などがある。
またサイエンス・フィクションにおいて未来らしさを演出する小道具として登場することもある。

## ラオムシャッハ
使用する駒は7種類。すなわちポーン（P）、ビショップ（B）、ルーク（R）、ナイト（N）、クイーン（Q）、キング（K）、そしてラオムシャッハ独自のユニコーン（U）である。
チェス盤は立方体を5×5×5に均等に切り分けたもので、125のマス目からなる。 
各「階層」は大文字で「A、B、C、D、E」と名づけられる。列と行は（数は少ないが）通常のチェスと同様に小文字の「a、b、c、d、e」と数字の「1、2、3、4、5」で表される。そして、両プレイヤーのキングはAc1およびEc5から出発する。つまり白は地階、黒は最上階が初期位置である。
ルーク、ビショップ、ナイトは全ての平面において、従来のチェスと同様に動く。例えばルークは前後・左右・上下のいずれの方向にも動ける。ビショップは立方体の外縁に沿って進む。ナイトは（0, 1, 2）を初めとした24の距離・方向に跳ぶ。ユニコーンは（1, 1, 1）、（1, -1, 1）、（1, 1, -1）、……の8方向（Cc3にいるとしたら立方体の8つの頂点の方向）へ任意の距離だけ移動できる。クイーンの動きはルーク、ビショップ、ユニコーンを合わせたものである。ポーンは前へ一マス、もしくは白なら上へ・黒なら下へ一マス進める。昇格はそれ以上動けない位置まで達したときに起きる。敵の駒の取り方も通常のポーンの動きを三次元的に拡張したものである。アンパッサン、キャスリングは無い。

## スタートレックの3Dチェス
駒の形状などは実在するチェスと同じだが、特徴はチェス盤が立体的に配置されている点である。盤は4×4のメインボード3枚、2×2のアタックボード4枚からなる。メインボードは2列ずつずれて重なっている。アタックボードは下にある短い棒でメインボードの四隅に取り付けるようになっており、ゲーム中に駒を載せたまま移動させることもできる。
公式なルールはないが、スタートレックのファンが考案したルールが多数存在している。
上記の他に、スタートレック世界には8×8×3の盤を使う立体チェスもある。

## その他の立体チェス
立体チェスの他の例としては、Gnu/Linux用のプログラム"3dchess"があげられる。これは8×8×3の盤を用いる。中央の盤には通常の駒が置かれるが上下の盤面にはプリンス（Prince）、プリンセス（Princess）、アベー（Abbey）、カノン（Cannon）、ガリー（Galley）という独自の駒が置かれる。同様に8×8×3の盤を使うものにミレニアム3Dチェス（Millennium 3D Chess）がある。
アイザック・アシモフのSF短編「完全にぴったり」には、8×8×8の立体チェスが登場する。同様のゲームは長編『宇宙の小石』においても言及されている。SFにおける他の例としてはフランク・ハーバートの『デューン』シリーズに登場する、チェオプスまたはピラミッド・チェスがある。これはピラミッド型の盤を用い、敵のキングに王手をかけると同時に自分のクイーンをピラミッドの頂点に置くことを目的としたゲームである。ファンタジーの分野ではゲイリー・ガイギャックスの著作に、非常に特殊化された立体チェスであるドラゴン・チェス（dragon chess）が登場する。
田中芳樹の『銀河英雄伝説』にも三次元チェスが登場する。原作小説では詳細な描写は無かったが、アニメ版では8×8のチェス盤の上下に6×6の盤がある3層ゲーム盤の描写がなされた。